# Haploglenius luteus
Haploglenius luteus is een insect uit de familie van de vlinderhaften (Ascalaphidae), die tot de orde netvleugeligen (Neuroptera) behoort. 
Haploglenius luteus is voor het eerst wetenschappelijk beschreven door Walker in 1853.